# Кери Прајс
Кери Прајс (енгл. Carey Price; Ванкувер, 16. август 1987) професионални је канадски хокејаш на леду који игра на позицији голмана. Тренутно игра за екипу Монтреал канадијанса у НХЛ лиги.
Играчку каријеру започиње у аматерској јуниорској екипи Трај-сити Американси из града Кеневика која се такмичи у јуниорској хокејашкој лиги западне обале и за коју је играо у периоду од 2003. до 2007. године. На улазном НХЛ драфту који је 2005. одржан у Отави, као 5. пика у првој рунди одабрали су га Канадијанси из Монтреала. Две године касније започео је професионалну каријеру као играч Хамилтон булдогса, развојног тима Канадијанса који се такмичи у Америчкој хокејашкој лиги, а већ у сезони 2007/08. уврштен је у састав монтреалског НХЛ лигаша.
Почетком јула 2012. Прајс је потписао нови шестогодишњи уговор са Канадијансима вредан 39 милиона америчких долара.
Прајс је играо за све узрасне категорије репрезентације Канаде, а прву медаљу у националном дресу, и то сребрну остварио је на светском првенству за играче до 18 година 2005. године. Потом је уследила титула светског првака за играче до 20 година 2007. године. Највећи успех у каријери остварио је као члан сениорске репрезентације Канаде која је на Зимским олимпијским играма 2014. у Сочију освојила златну медаљу и титулу олимпијског првака, док је сам Пери проглашен за најбољег голмана олимпијског турнира.
У сезони 2014/15 Прајс је проглашен МВП-јем лиге и награђен Хартовим трофејом.